# Novik (1900)
Novik byl chráněný křižník postavený pro ruské carské námořnictvo v německých loděnicích. Ve službě byl v letech 1900–1904. Byl potopen v rusko-japonské válce. Po vyzvednutí a opravě jej v letech 1908–1913 provozovalo japonské císařské námořnictvo.

## Stavba

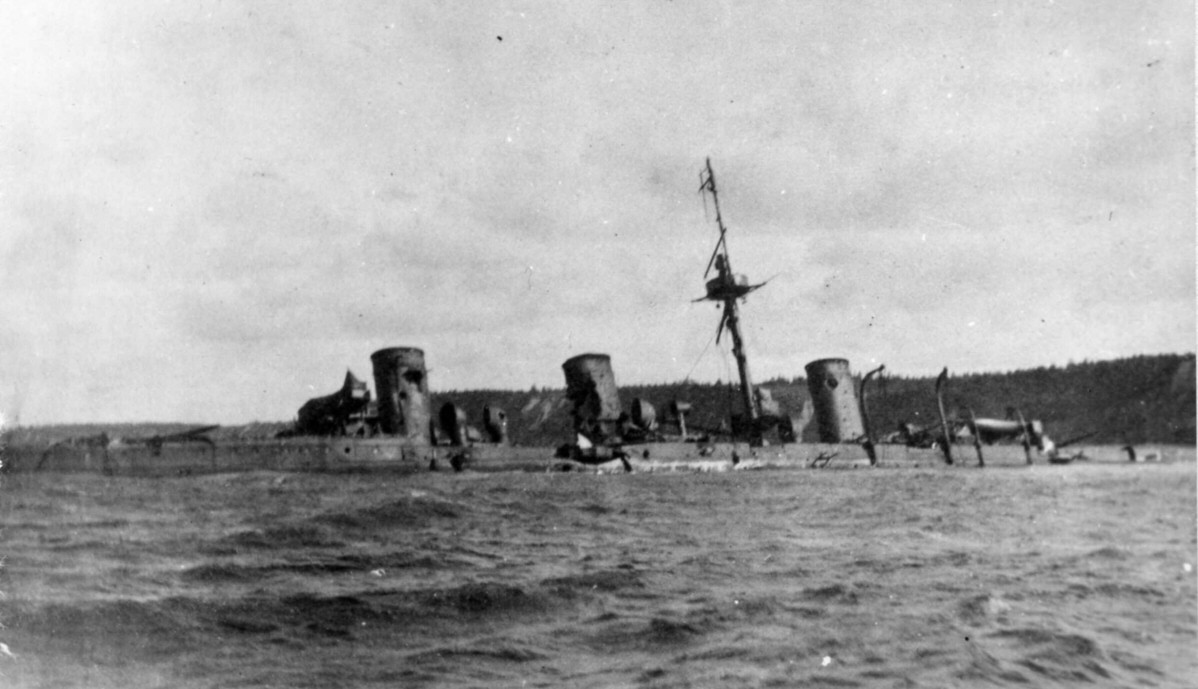
Potopený Novik

Křižník postavila německá loděnici Schichau-Werke v Elbingu. Stavba byla zahájena 12. března 1900. Na vodu byl křižník spuštěn 15. srpna 1900 a do služby byl přijat 17. prosince 1901.

## Konstrukce

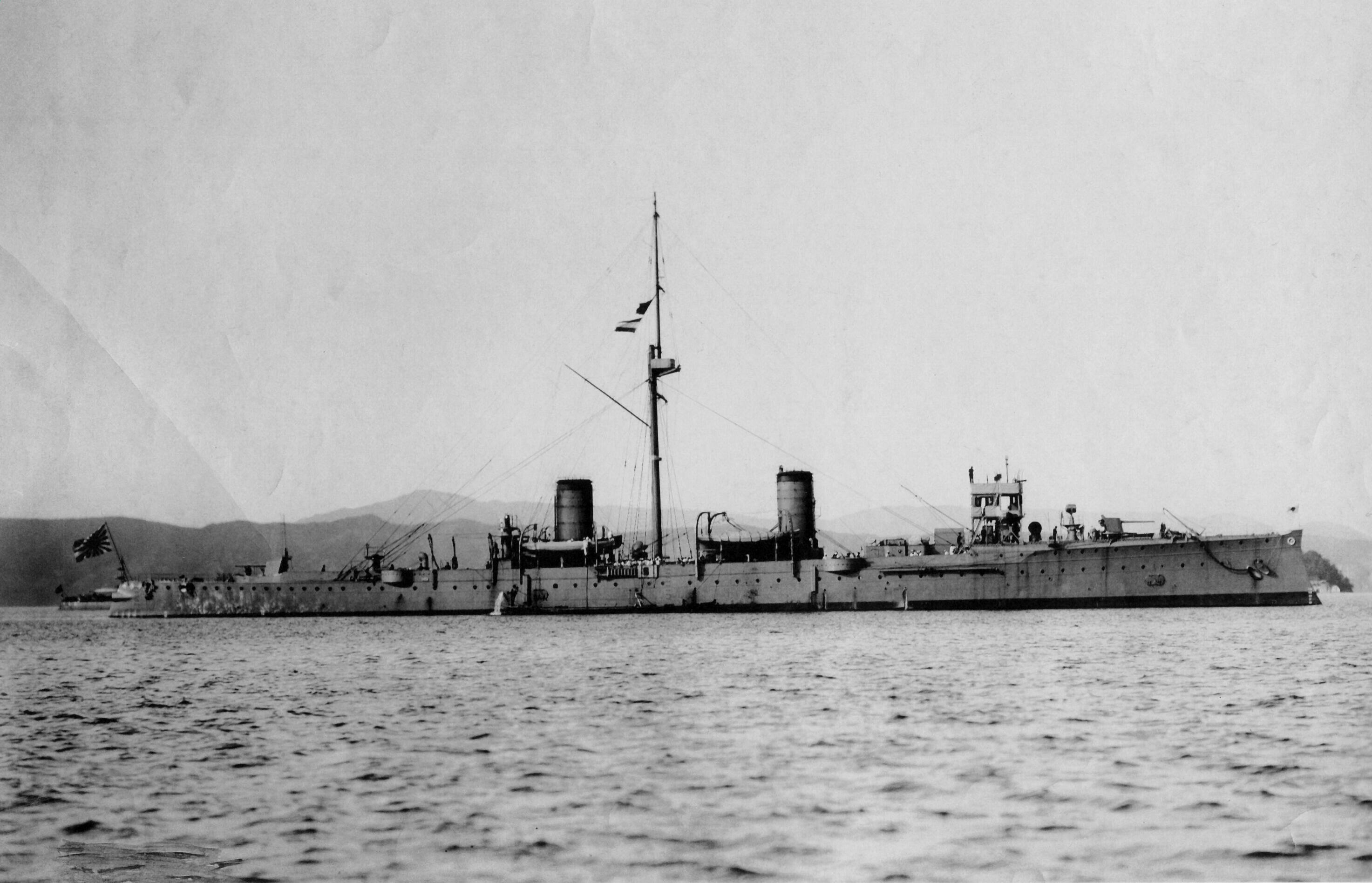
Japonský křižník Suzuja (ex Novik)

Křižník nesl výzbroj šesti 120mm Canetových děl, šesti 47mm kanónů, dvou 37mm kanónů a pěti 381mm torpédometů. Pohonný systém měl výkon 17 800 hp. Skládal se z 12 kotlů Schultz-Thornycroft a tří parních strojů s trojnásobnou expanzí, pohánějících tři lodní šrouby. Ve své době byl velmi rychlý. Nejvyšší rychlost dosahovala 25 uzlů. Dosah byl 3500 námořních mil při rychlosti 10 uzlů.

### Modifikace
V japonském námořnictvu křižník sloužil v upravené podobě. Byl vyzbrojen dvěma 120mm kanóny, čtyřmi 76mm kanóny, šesti 47mm kanóny a deseti 37mm kanóny. Obnoven musel být pohonný systém, který tvořilo šest kotlů a parní stroje o výkonu 6000 hp. Rychlost poklesla na 20 uzlů. Dosah křižníku se zvětšil na 5000 námořních mil při rychlosti 10 uzlů.

## Osudy
Křižník Novik bojoval v rusko-japonské válce. Účastnil se neúspěšného pokusu o únik ruské eskadry z Port Arthuru do Vladivostoku, která 10. srpna 1904 vyústila v ruskou porážku v bitvě ve Žlutém moři. Novik se po bitvě pokusil do Vladivostoku proniknout na vlastní pěst. Byl vypátrán japonskými křižníky Čitose a Cušima a dne 20. srpna 1904 poražen v bitvě u Korsakova. V Korsakovu na jižním okraji Sachalinu nakonec potopila vlastní posádka. Později byl křižník Japonci vyzvednut a opraven loděnicí v Jokosuce. Japonské námořnictvo jej do služby zařadilo v prosinci 1908 jako Suzuja. Vyřadilo jej roku 1913.

## Připomínky
V Koskakovu potopení křižníku Novik připomíná pomník.